# ادمونتون
شهر ادمونتون (به انگلیسی: Edmonton); ‎i‎/ˈɛdməntən/‎ مرکز استان آلبرتا در کشور کانادا است.

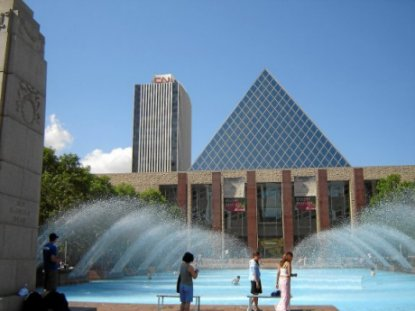
شهرداری ادمونتون

ادمونتون لنگرگاه شمالی کوریدور کلگری–ادمونتون محسوب شده و به عنوان «دروازه ورود به شمال» شناخته شده‌است این شهر نقطه شروع پروژه‌های عظیم ماسه‌های نفتی در شمال آلبرتا و عملیات استخراج معادن بزرگ الماس در نواحی شمال غرب است.
ادمونتون یک مرکز فرهنگی، دولتی و آموزشی به‌شمار می‌رود و میزبان جشنواره‌های سالانه‌ای است که لقب «شهر جشنواره‌های کانادا» را گرفته‌است. این شهر بزرگترین بازار آمریکای شمالی، وست ادمونتون مال (بزرگترین مرکز از سال ۱۹۸۱ تا ۲۰۰۴)، و پارک قلعه ادمونتون، بزرگترین موزه تاریخی کانادا، را داراست.
ادمونتون بالاترین مقدار سرانه پارک را در میان شهرهای کانادا را دارد و وجود فضای سرسبز از جذابیت‌های خاص این شهر به‌شمار می‌آید. دره رودخانه ادمونتون به منزله طولانی‌ترین امتداد پارک شهری متصل در آمریکای شمالی است و ۲۲ برابر بزرگتر از پارک مرکزی شهر نیویورک است.
جمعیت ادمونتون در سال ۱۹۰۵ زمانی که مرکز استان اعلام شد در حدود کمتر از ۱۰۰۰۰ نفر بود و اکنون حدود یک میلیون نفر است. با شروع بهره‌برداری از منابع نفتی از اواخر دهه ۱۹۴۰، ادمونتون دچار رکود اقتصادی شد ولی در دهه گذشته اقتصاد آن رشد خوبی داشته‌است. امروزه این شهر یک قطب صنعتی در کانادا به‌شمار می‌رود. دفاتر اصلی شرکت‌های بزرگی از جمله IBM, TELUS, Dell و General Electric در این شهر قرار دارند که از علل اصلی این امر می‌توان به وجود مراکز ممتاز تحقیقاتی در ادمونتون اشاره کرد.

## جغرافیا
در سرشماری شهری سال ۲۰۱۶ جمعیت این شهر ۸۹۹٬۴۴۷ نفر بوده‌است و دومین شهر بزرگ آلبرتا و پنجمین شهر بزرگ کانادا محسوب می‌شود. این جمعیت ۶۶ درصد از کل جمعیت کلان شهر ادمونتون و حومه را نشان می‌دهد که در سال ۲۰۱۵ برابر ۱٬۳۶۳٬۳۰۰ بوده‌است. ادمونتون در میان شهرهای شمال آمریکای شمالی با جمعیت شهری بیش از یک میلیون نفر بیشترین جمعیت را دارد. به ساکنان ادمونتون، ادمونتونیَن (به انگلیسی: Edmontonian) گفته می‌شود.
رشد تاریخی ادمونتون از طریق تسهیل جذب جمعیت پنج منطقه شهری مجاور (استراتکونا، ادمونتون شمالی، ادمونتون غربی، بورلی و جاسپر پلس) و یک سری از الحاق‌ها که در سال ۱۹۸۲ پایان یافت بوده‌است.
علی رغم جمعیت بیش از یک میلیون نفر، تراکم شهری در این مکان بسیار پایین است با توجه مساحت شهر ادمونتون که ۶۸۴٫۳۷ کیلومتر مربع است تراکم جمعیت در هر کیلومتر مربع ۱٬۱۸۶٫۸ نفر است. و رودخانه ساسکاچوان شمالی از میان آن می‌گذرد. ادمونتون مرکز منطقه ادمونتون مرکزی است که توسط منطقه آلبرتای مرکزی احاطه شده‌است.

## آموزش عالی

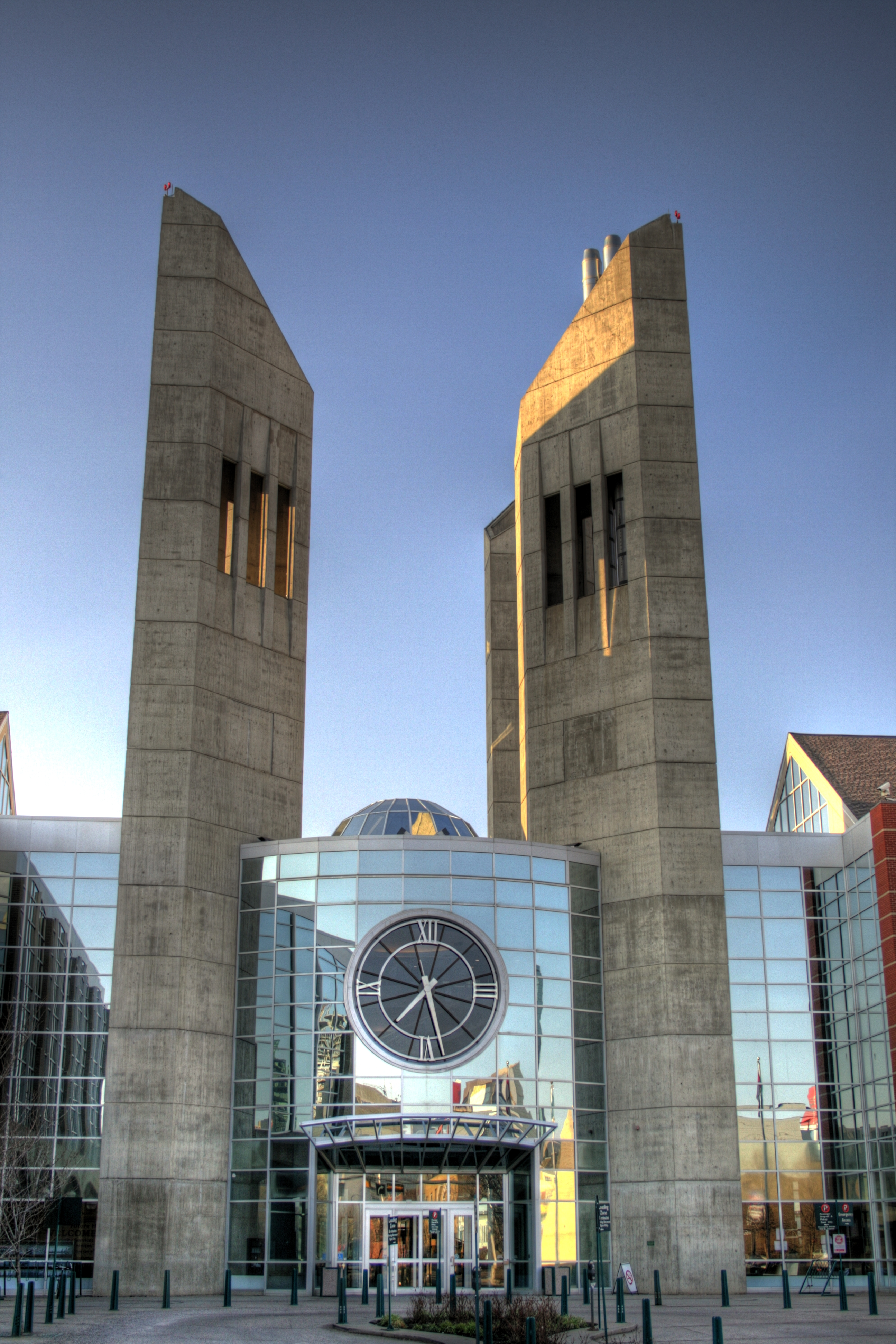
ورودی دانشگاه مک‌ایوان در مرکز شهر ادمونتون

موسسات آموزش عالی متعددی در ادمونتون مستقر هستند. از جمله مراکزی که از بودجه دولتی استفاده می‌کنند می‌توان به دانشگاه کنکوردیا، دانشگاه مک‌ایوان، دانشگاه کینگز، کالج نورکست، مؤسسه فناوری شمال آلبرتا (NAIT) و دانشگاه آلبرتا (U of A) اشاره کرد.
همچنین دانشگاه آتاباسکا و دانشگاه لث‌بریج نیز در ادمونتون پردیس‌هایی دارند.

## شهرهای خواهرخوانده
- هاربین - چین
- سانتیاگو - شیلی
- مونته‌ویدئو - اوروگوئه
- شوشتر - ایران

## ایرانیان مقیم ادمونتون
جمعیت مهاجران ایرانی مقیم آلبرتا  نزدیک به ۹۰۰۰ است.اکثریت ایرانیان مقیم آلبرتا در دو شهر بزرگ این استان ( ادمونتون و کلگری) زندگی می کنند. بنا بر اداره آمار کانادا در سال ۲۰۱۶ بیشتر از ۲۶۰۰ مهاجر ایرانی در ادمونتون ساکن بودند. همچنین ایرانیان مقیم آلبرتا در ۳۰ سال گذشته چندین انجمن فرهنگی ایرانیان را تشکیل دادند که به برگزاری مراسم نوروز و معرفی فرهنگ ایران به جامعه کانادا می پردازند.انجمن فرهنگی ایرانیان ادمونتون از جمله این انجمن های فرهنگی است.

## آب و هوا
ادمونتون دارای آب و هوای اقلیم قاره‌ای مرطوب (سامانه طبقه‌بندی اقلیمی کوپن Dfb) است. این شهر زمستان‌هایی خفیف‌تر از رجاینا و وینیپگ دارد که هردو در عرض جغرافیایی جنوب‌تری نسبت به ادمونتون قرار دارند.
دمای متوسط روزانه ادمونتون از کم‌تر از منهای ۱۰٫۴ درجه سانتی‌گراد (۱۳٫۳ °F) در ماه ژانویه تا ۱۷٫۷ درجه سانتی گراد (۶۳٫۹ °F) در اوج تابستان در ماه جولای تغییر می‌کند. حداکثر میانگین دما ۲۳٫۱ درجه سانتی‌گراد (۷۳٫۶ °F) در ماه ژوئیه، و حداقل دما منهای ۱۴٫۸ درجه سانتی‌گراد (۵٫۴ °F) در ژانویه است. در طول سال، درجه حرارت می‌تواند به مدت چهار تا پنج روز تا ۳۰ درجه سانتی‌گراد (۸۶ °F) در اواخر ماه آوریل و به‌طور متوسط ۲۸ روز در اواسط ماه سپتامبر به زیر منهای ۲۰ درجه سانتی‌گراد (-۴ °F) برسد. بالاترین درجه حرارت ثبت شده در شهر ادمونتون ۳۷٫۲ درجه سانتی‌گراد (۹۹٫۰ °F)، در تاریخ ۲۹ ژوئن سال ۱۹۳۷ بوده‌است. پایین‌ترین دمای کلی که تا به حال در ادمونتون ثبت شده منهای ۴۹٫۴ درجه سانتی‌گراد (-۵۶٫۹ °F)، در تاریخ ۱۹ و ۲۱ ژانویه سال ۱۸۸۶ بوده‌است. در ۲۶ ژانویه سال ۱۹۷۲، درجه حرارت منهای ۴۸٫۳ درجه سانتی‌گراد (-۵۴٫۹ °F) با سرمایش باد منهای ۶۱ ثبت شد، که پایین‌ترین درجه حرارت سرمایش باد برای همیشه در ادمونتون بوده‌است.
| داده‌های اقلیم ادمونتون (بلچفورد)، متداول از ۱۹۸۱ تا ۲۰۱۰ ، منتها درجه از ۱۸۸۰ تاکنون | داده‌های اقلیم ادمونتون (بلچفورد)، متداول از ۱۹۸۱ تا ۲۰۱۰ ، منتها درجه از ۱۸۸۰ تاکنون | داده‌های اقلیم ادمونتون (بلچفورد)، متداول از ۱۹۸۱ تا ۲۰۱۰ ، منتها درجه از ۱۸۸۰ تاکنون | داده‌های اقلیم ادمونتون (بلچفورد)، متداول از ۱۹۸۱ تا ۲۰۱۰ ، منتها درجه از ۱۸۸۰ تاکنون | داده‌های اقلیم ادمونتون (بلچفورد)، متداول از ۱۹۸۱ تا ۲۰۱۰ ، منتها درجه از ۱۸۸۰ تاکنون | داده‌های اقلیم ادمونتون (بلچفورد)، متداول از ۱۹۸۱ تا ۲۰۱۰ ، منتها درجه از ۱۸۸۰ تاکنون | داده‌های اقلیم ادمونتون (بلچفورد)، متداول از ۱۹۸۱ تا ۲۰۱۰ ، منتها درجه از ۱۸۸۰ تاکنون | داده‌های اقلیم ادمونتون (بلچفورد)، متداول از ۱۹۸۱ تا ۲۰۱۰ ، منتها درجه از ۱۸۸۰ تاکنون | داده‌های اقلیم ادمونتون (بلچفورد)، متداول از ۱۹۸۱ تا ۲۰۱۰ ، منتها درجه از ۱۸۸۰ تاکنون | داده‌های اقلیم ادمونتون (بلچفورد)، متداول از ۱۹۸۱ تا ۲۰۱۰ ، منتها درجه از ۱۸۸۰ تاکنون | داده‌های اقلیم ادمونتون (بلچفورد)، متداول از ۱۹۸۱ تا ۲۰۱۰ ، منتها درجه از ۱۸۸۰ تاکنون | داده‌های اقلیم ادمونتون (بلچفورد)، متداول از ۱۹۸۱ تا ۲۰۱۰ ، منتها درجه از ۱۸۸۰ تاکنون | داده‌های اقلیم ادمونتون (بلچفورد)، متداول از ۱۹۸۱ تا ۲۰۱۰ ، منتها درجه از ۱۸۸۰ تاکنون | داده‌های اقلیم ادمونتون (بلچفورد)، متداول از ۱۹۸۱ تا ۲۰۱۰ ، منتها درجه از ۱۸۸۰ تاکنون |
| ماه                                                                                  | ژانویه                                                                               | فوریه                                                                                | مارس                                                                                 | آوریل                                                                                | مه                                                                                   | ژوئن                                                                                 | ژوئیه                                                                                | اوت                                                                                  | سپتامبر                                                                              | اکتبر                                                                                | نوامبر                                                                               | دسامبر                                                                               | سال                                                                                  |
| ------------------------------------------------------------------------------------ | ------------------------------------------------------------------------------------ | ------------------------------------------------------------------------------------ | ------------------------------------------------------------------------------------ | ------------------------------------------------------------------------------------ | ------------------------------------------------------------------------------------ | ------------------------------------------------------------------------------------ | ------------------------------------------------------------------------------------ | ------------------------------------------------------------------------------------ | ------------------------------------------------------------------------------------ | ------------------------------------------------------------------------------------ | ------------------------------------------------------------------------------------ | ------------------------------------------------------------------------------------ | ------------------------------------------------------------------------------------ |
| سابقهٔ بیش‌ترین شاخص رطوبت                                                             | ۱۰٫۶                                                                                 | ۱۳٫۸                                                                                 | ۲۳٫۵                                                                                 | ۲۹٫۲                                                                                 | ۳۳٫۴                                                                                 | ۳۵٫۹                                                                                 | ۴۳٫۰                                                                                 | ۳۹٫۶                                                                                 | ۳۴٫۱                                                                                 | ۲۸٫۳                                                                                 | ۱۸٫۹                                                                                 | ۱۶٫۰                                                                                 | ۴۳٫۰                                                                                 |
| سابقهٔ بیش‌ترین °C (°F)                                                                | ۱۳٫۹ (۵۷)                                                                            | ۱۶٫۷ (۶۲)                                                                            | ۲۳٫۹ (۷۵)                                                                            | ۳۲٫۲ (۹۰)                                                                            | ۳۴٫۴ (۹۴)                                                                            | ۳۷٫۲ (۹۹)                                                                            | ۳۶٫۷ (۹۸)                                                                            | ۳۵٫۶ (۹۶)                                                                            | ۳۳٫۹ (۹۳)                                                                            | ۲۸٫۶ (۸۳)                                                                            | ۲۳٫۳ (۷۴)                                                                            | ۱۶٫۷ (۶۲)                                                                            | ۳۷٫۲ (۹۹)                                                                            |
| میانگین بیش‌ترین °C (°F)                                                              | −۶٫۰ (۲۱)                                                                            | −۲٫۷ (۲۷)                                                                            | ۲٫۲ (۳۶)                                                                             | ۱۱٫۲ (۵۲)                                                                            | ۱۷٫۵ (۶۴)                                                                            | ۲۱٫۰ (۷۰)                                                                            | ۲۳٫۱ (۷۴)                                                                            | ۲۲٫۶ (۷۳)                                                                            | ۱۷٫۱ (۶۳)                                                                            | ۱۰٫۴ (۵۱)                                                                            | ۰٫۰ (۳۲)                                                                             | −۴٫۵ (۲۴)                                                                            | ۹٫۳ (۴۹)                                                                             |
| میانگین روزانه °C (°F)                                                               | −۱۰٫۴ (۱۳)                                                                           | −۷٫۶ (۱۸)                                                                            | −۲٫۵ (۲۸)                                                                            | ۵٫۴ (۴۲)                                                                             | ۱۱٫۵ (۵۳)                                                                            | ۱۵٫۵ (۶۰)                                                                            | ۱۷٫۷ (۶۴)                                                                            | ۱۶٫۹ (۶۲)                                                                            | ۱۱٫۴ (۵۳)                                                                            | ۵٫۱ (۴۱)                                                                             | −۴٫۱ (۲۵)                                                                            | −۸٫۸ (۱۶)                                                                            | ۴٫۲ (۴۰)                                                                             |
| میانگین کم‌ترین °C (°F)                                                               | −۱۴٫۸ (۵)                                                                            | −۱۲٫۵ (۱۰)                                                                           | −۷٫۲ (۱۹)                                                                            | −۰٫۵ (۳۱)                                                                            | ۵٫۴ (۴۲)                                                                             | ۹٫۹ (۵۰)                                                                             | ۱۲٫۳ (۵۴)                                                                            | ۱۱٫۳ (۵۲)                                                                            | ۵٫۸ (۴۲)                                                                             | −۰٫۲ (۳۲)                                                                            | −۸٫۲ (۱۷)                                                                            | −۱۳٫۱ (۸)                                                                            | −۱٫۰ (۳۰)                                                                            |
| سابقهٔ کم‌ترین °C (°F)                                                                 | −۴۹٫۴ (−۵۷)                                                                          | −۴۹٫۴ (−۵۷)                                                                          | −۴۰٫۰ (−۴۰)                                                                          | −۲۶٫۱ (−۱۵)                                                                          | −۱۲٫۲ (۱۰)                                                                           | −۳٫۹ (۲۵)                                                                            | −۱٫۷ (۲۹)                                                                            | −۳٫۳ (۲۶)                                                                            | −۱۱٫۷ (۱۱)                                                                           | −۲۶٫۱ (−۱۵)                                                                          | −۴۲٫۲ (−۴۴)                                                                          | −۴۸٫۳ (−۵۵)                                                                          | −۴۹٫۴ (−۵۷)                                                                          |
| سرمایش باد                                                                           | −۵۲٫۸                                                                                | −۵۰٫۷                                                                                | −۴۴٫۶                                                                                | −۳۷٫۵                                                                                | −۱۴٫۵                                                                                | ۰٫۰                                                                                  | ۰٫۰                                                                                  | −۳٫۷                                                                                 | −۱۳٫۳                                                                                | −۳۴٫۳                                                                                | −۵۰٫۲                                                                                | −۵۵٫۵                                                                                | −۵۵٫۵                                                                                |
| بارندگی میلی‌متر (اینچ)                                                               | ۲۱٫۷ (۰٫۸۵)                                                                          | ۱۲٫۰ (۰٫۴۷)                                                                          | ۱۵٫۸ (۰٫۶۲)                                                                          | ۲۸٫۸ (۱٫۱۳)                                                                          | ۴۶٫۱ (۱٫۸۱)                                                                          | ۷۷٫۵ (۳٫۰۵)                                                                          | ۹۳٫۸ (۳٫۶۹)                                                                          | ۶۱٫۹ (۲٫۴۴)                                                                          | ۴۳٫۵ (۱٫۷۱)                                                                          | ۲۱٫۷ (۰٫۸۵)                                                                          | ۱۸٫۰ (۰٫۷۱)                                                                          | ۱۵٫۰ (۰٫۵۹)                                                                          | ۴۵۵٫۷ (۱۷٫۹۴)                                                                        |
| بارندگی میلی‌متر (اینچ)                                                               | ۱٫۳ (۰٫۰۵)                                                                           | ۰٫۷۶ (۰٫۰۳)                                                                          | ۱٫۷ (۰٫۰۷)                                                                           | ۱۴٫۵ (۰٫۵۷)                                                                          | ۴۰٫۷ (۱٫۶)                                                                           | ۷۷٫۵ (۳٫۰۵)                                                                          | ۹۳٫۸ (۳٫۶۹)                                                                          | ۶۱٫۸ (۲٫۴۳)                                                                          | ۴۲٫۴ (۱٫۶۷)                                                                          | ۱۰٫۹ (۰٫۴۳)                                                                          | ۱٫۶ (۰٫۰۶)                                                                           | ۰٫۷۳ (۰٫۰۳)                                                                          | ۳۴۷٫۸ (۱۳٫۶۹)                                                                        |
| بارش برف سانتی‌متر (اینچ)                                                             | ۲۴٫۵ (۹٫۶)                                                                           | ۱۳٫۴ (۵٫۳)                                                                           | ۱۷٫۴ (۶٫۹)                                                                           | ۱۵٫۳ (۶)                                                                             | ۴٫۹ (۱٫۹)                                                                            | ۰٫۰ (۰)                                                                              | ۰٫۰ (۰)                                                                              | ۰٫۰ (۰)                                                                              | ۱٫۰ (۰٫۴)                                                                            | ۱۱٫۶ (۴٫۶)                                                                           | ۱۹٫۱ (۷٫۵)                                                                           | ۱۶٫۴ (۶٫۵)                                                                           | ۱۲۳٫۵ (۴۸٫۶)                                                                         |
| میانگین روزهای بارندگی (≥ ۰.۲ mm)                                                    | ۱۱٫۰                                                                                 | ۷٫۹                                                                                  | ۸٫۳                                                                                  | ۸٫۸                                                                                  | ۱۱٫۰                                                                                 | ۱۴٫۲                                                                                 | ۱۴٫۶                                                                                 | ۱۱٫۱                                                                                 | ۹٫۸                                                                                  | ۸٫۰                                                                                  | ۸٫۸                                                                                  | ۹٫۴                                                                                  | ۱۲۲٫۹                                                                                |
| میانگین روزهای بارانی (≥ ۰.۲ mm)                                                     | ۱٫۱                                                                                  | ۰٫۸۳                                                                                 | ۱٫۴                                                                                  | ۵٫۹                                                                                  | ۱۰٫۵                                                                                 | ۱۴٫۲                                                                                 | ۱۴٫۶                                                                                 | ۱۱٫۱                                                                                 | ۹٫۶                                                                                  | ۵٫۶                                                                                  | ۱٫۵                                                                                  | ۰٫۷۵                                                                                 | ۷۷٫۳                                                                                 |
| میانگین روزهای برفی (≥ ۰.۲ cm)                                                       | ۱۰٫۷                                                                                 | ۷٫۷                                                                                  | ۷٫۷                                                                                  | ۴٫۲                                                                                  | ۱٫۲                                                                                  | ۰٫۰                                                                                  | ۰٫۰                                                                                  | ۰٫۰                                                                                  | ۰٫۵۰                                                                                 | ۳٫۲                                                                                  | ۷٫۹                                                                                  | ۹٫۳                                                                                  | ۵۲٫۴                                                                                 |
| درصد رطوبت                                                                           | ۶۵٫۲                                                                                 | ۶۱٫۲                                                                                 | ۵۶٫۵                                                                                 | ۴۲٫۹                                                                                 | ۴۰٫۴                                                                                 | ۴۸٫۲                                                                                 | ۵۲٫۶                                                                                 | ۵۱٫۴                                                                                 | ۵۰٫۱                                                                                 | ۵۰٫۵                                                                                 | ۶۴٫۷                                                                                 | ۶۵٫۴                                                                                 | ۵۴٫۱                                                                                 |
| میانگین روزانه ساعت‌های تابش آفتاب                                                    | ۱۰۰٫۸                                                                                | ۱۲۱٫۷                                                                                | ۱۷۶٫۳                                                                                | ۲۴۴٫۲                                                                                | ۲۷۹٫۹                                                                                | ۲۸۵٫۹                                                                                | ۳۰۷٫۵                                                                                | ۲۸۲٫۳                                                                                | ۱۹۲٫۷                                                                                | ۱۷۰٫۸                                                                                | ۹۸٫۴                                                                                 | ۸۴٫۵                                                                                 | ۲٬۳۴۴٫۸                                                                              |
| درصد احتمال تابش آفتاب                                                               | ۴۰٫۲                                                                                 | ۴۴٫۱                                                                                 | ۴۸٫۱                                                                                 | ۵۸٫۲                                                                                 | ۵۶٫۸                                                                                 | ۵۶٫۲                                                                                 | ۶۰٫۲                                                                                 | ۶۱٫۵                                                                                 | ۵۰٫۴                                                                                 | ۵۲٫۰                                                                                 | ۳۷٫۸                                                                                 | ۳۶٫۰                                                                                 | ۵۰٫۱                                                                                 |
| منبع: Environment Canada, (July record high humidex), Extremes (1880−1943)           |                                                                                      |                                                                                      |                                                                                      |                                                                                      |                                                                                      |                                                                                      |                                                                                      |                                                                                      |                                                                                      |                                                                                      |                                                                                      |                                                                                      |                                                                                      |